# Operation Crimp
Schlacht um Tua Hai (1960) – Schlacht um Ap Bac (1963) – Schlacht von Nam Dong (1964) – Tonkin-Zwischenfall (1964) – Operation Flaming Dart (1965) – Operation Rolling Thunder (1965–68) – Schlacht von Dong Xoai (1965) – Schlacht im Ia-Drang-Tal (1965) – Operation Crimp (1966) – Operation Hastings (1966) – Schlacht von Long Tan (1966) – Operation Attleboro (1966) – Operation Cedar Falls (1967) – Schlacht um Hügel 881 (1967) – Schlacht bei Dak To (1967) – Schlacht um Khe Sanh (1968) – Tet-Offensive (1968) – Schlacht um Huế (1968) – Operation Speedy Express (1968/69) – Operation Dewey Canyon (1969) – Schlacht am Hamburger Hill (1969) – Operation Menu (1969/70) – Operation Lam Son 719 (1971) – Schlacht um FSB Mary Ann (1971) – Schlacht um Quảng Trị (1972) – Operation Linebacker (1972) – Operation Linebacker II (1972) – Schlacht von Xuan Loc (1975) – Operation Frequent Wind (1975)
Die Operation Crimp, später umbenannt in Operation Buckskin, war eine kombinierte Operation US-amerikanischer und australischer Streitkräfte im Vietnamkrieg.
Als Einsatzziel galten zunächst das Aufspüren und Vernichten des politisch-militärischen Hauptquartiers der 4. Militärregion des Vietcong in den Ho Boo Wäldern der Provinz Tây Ninh.
Man glaubte, dass sich in dieser Zone das Zentrum der gesamten Aktivitäten der Vietcong in Südvietnam befinden würde.
Die Operation dauerte vom 7. bis 13. Januar 1966 und war bis dato eine der größten Militäroperationen im Vietnamkrieg. Es waren schätzungsweise 8.000 Soldaten der 1. US-Infanteriedivision, der 173. US-Luftlandebrigade und des Royal Australian Regiment im Einsatz.
Zu Beginn wurden 30 Tonnen schwere Bomben durch B-52-Langstreckenbomber über dem Operationsraum im Eisernen Dreieck abgeworfen und verwandelten diesen in eine pockennarbige Mondlandschaft.
Die Streitkräfte und der Verfügungsraum der Vietcong konnten zunächst nicht lokalisiert werden, es deutete jedoch alles darauf hin, dass sich die Vietcong in ausgedehnte unterirdische Tunnelsysteme mit einer komplexen Infrastruktur zurückgezogen hatten.
Das Einsatzziel wurde dahingehend verändert, nunmehr die Tunnel aufzuspüren, zu zerstören und zu versiegeln.
Die Australier entdeckten als Erste die Tunnel von Củ Chi. Elitesoldaten stiegen in die Tunnel hinab, um den Gegner im Nahkampf zu bekämpfen. Hierbei wurden auch zahlreiche Dokumente erbeutet.
Die US-Streitkräfte versuchten demgegenüber zunächst, die Tunnel auszuräuchern und sie dann mit Reizgasen zu füllen oder durch Sprengungen zum Einsturz zu bringen.
Nachdem dieses Vorgehen nicht den gewünschten Erfolg mit sich gebracht hatte, gingen auch die Amerikaner dazu über, speziell ausgebildete „Tunnelratten“ einzusetzen.
Militärisch war die Operation Crimp ein Fehlschlag. Es gab keinen klar definierten Frontverlauf. Die Vietcong konnten von ihren unterirdischen Stellungen aus nächtliche Feuerüberfälle durchführen und sofort wieder unbemerkt verschwinden. Scharfschützen der Vietcong konnten aus dem Verborgenen US-Offiziere töten oder verwunden.
Im Verlauf des Einsatzes wurden 126 Vietcong getötet.